# Racetam

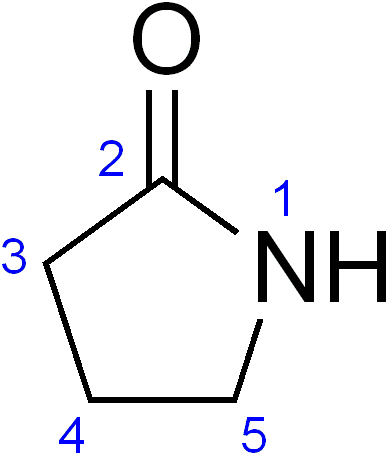
2-Pirrolidona

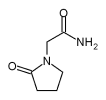
Piracetam

Racetans são uma classe de drogas que possuem um núcleo de pirrolidona. Alguns medicamentos dessa classe, como o piracetam, são considerados nootrópicos. Alguns, como o oxiracetam e o fenilpiracetam são também  estimulantes. Outros, por fim, como o levetiracetam e o seletracetam são anticonvulsantes.

## Mecanismo
Não há consenso sobre mecanismos universais de funcionamento dos racetans.
Como algumas ampaquinas, alguns racetans (como piracetam e aniracetam) são moduladores alostéricos positivos de receptores AMPA .
Acredita-se que um mecanismo de ação de racetans ocorra através da ativação receptores de glutamato colocalizados com receptores de acetilcolina, aumentando, consequentemente, a frequência de ativação  de sinapses colinérgicas, estando esse efeito possivelmente relacionado à potenciação da memória (efeito nootrópico). 
O racetam E1R, um análogo metilado do fenilpiracetam, é um modulador alostérico positivo do receptor sigma-1.

### Cofatores
Em camundongos envelhecidos, a administração de colina junto ao piracetam aumenta a potência nootrópica do medicamento.